# Municipio de Monroe (condado de Carroll, Ohio)
El municipio de Monroe (en inglés: Monroe Township) es un municipio ubicado en el condado de Carroll en el estado estadounidense de Ohio. En el año 2010 tenía una población de 2072 habitantes y una densidad poblacional de 30,24 personas por km².

## Geografía
El municipio de Monroe se encuentra ubicado en las coordenadas 40°32′23″N 81°12′21″O / 40.53972, -81.20583. Según la Oficina del Censo de los Estados Unidos, el municipio tiene una superficie total de 68.52 km², de la cual 63,49 km² corresponden a tierra firme y (7,33 %) 5,02 km² es agua.

## Demografía
Según el censo de 2010, había 2072 personas residiendo en el municipio de Monroe. La densidad de población era de 30,24 hab./km². De los 2072 habitantes, el municipio de Monroe estaba compuesto por el 97,68 % blancos, el 0,19 % eran afroamericanos, el 0,53 % eran amerindios, el 0,1 % eran asiáticos y el 1,5 % eran de una mezcla de razas. Del total de la población el 0,77 % eran hispanos o latinos de cualquier raza.